# بيت توماس
بيت توماس (بالإنجليزية: Pete Thomas)‏ هو طبال بريطاني، ولد في 9 أغسطس 1954 في Hillsborough, Sheffield ‏ في المملكة المتحدة.

## وصلات خارجية
- بيت توماس على موقع ميوزك برينز (الإنجليزية)
- بيت توماس على موقع ميوزك برينز (الإنجليزية)
- بيت توماس على موقع أول ميوزيك (الإنجليزية)
- بيت توماس على موقع ديسكوغز (الإنجليزية)